# Watugajah
Watugajah is een bestuurslaag in het regentschap Pekalongan van de provincie Midden-Java, Indonesië. Watugajah telt 941 inwoners (volkstelling 2010).